# Grudziądz villamosvonal-hálózata
Grudziądz villamosvonal-hálózata (lengyel nyelven: Tramwaje w Grudziądzu) Lengyelország Grudziądz városában található. Összesen 2 vonalból áll, a hálózat teljes hossza 18,6 km. Jelenlegi üzemeltetője a MZK Grudziądz.
A vágányok 1000 mm-es nyomtávolságúak, az áramellátás felsővezetékről történik, a feszültség 600 V egyenáram. 
A forgalom 1896. június 13-ban indult el.